# Javier Lozano Alarcón

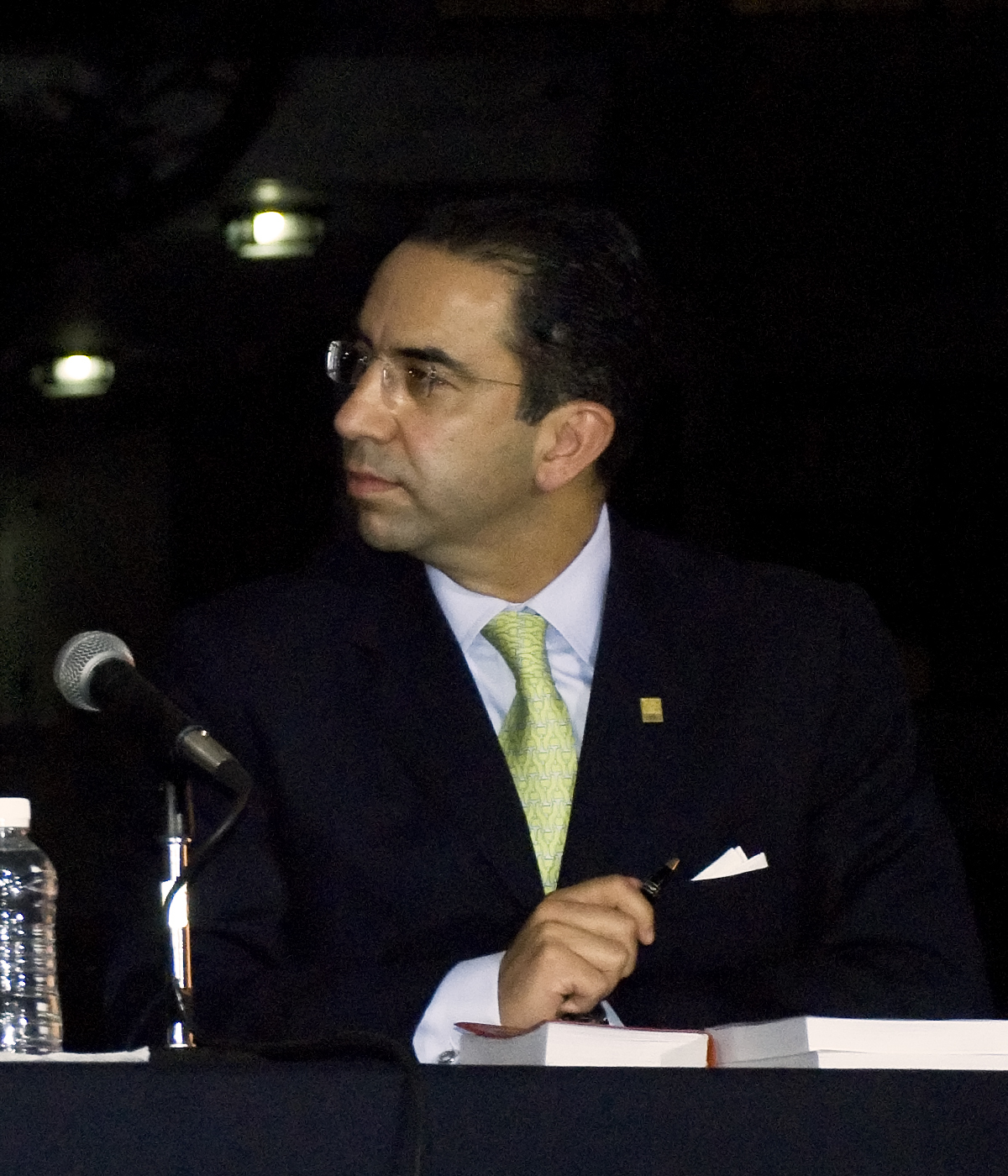
Javier Lozano Alarcón

Javier Lozano Alarcón (Puebla, 21 november 1962) is een Mexicaans politicus en jurist. Sinds 2006 is hij minister van arbeid en sociale voorzieningen.
Lozano studeerde aan de Vrije Rechtsschool en begon zijn carrière bij het ministerie van haciënda, waar hij verschillende administratieve functies vervulde. In 1994 werd hij controleur-generaal bij Petróleos Mexicanos en vervolgens onderminister van communicatie en vervoer. Op 1 december 2006 werd hij door president Felipe Calderón tot minister benoemd.
In 2007 werd hij door Zhenli Ye Gon, een zakenman die was gearresteerd wegens drugshandel, beschuldigd van afpersing. Zhenli beweerde dat Lozano hem zou vermoorden als hij niet 150 miljoen Amerikaanse dollar in zijn huis zou verbergen. Lozano ontkende de aantijgingen en korte tijd later trok ook Zhenli de beschuldigingen in.